# Mamadou Alimou Diallo
Mamadou Diallo (Conacri, 2 de dezembro de 1984) é um futebolista profissional guineense que atua como zagueiro.

## Carreira
Mamadou Alimou Diallo representou o elenco da Seleção Guineense de Futebol no Campeonato Africano das Nações de 2006 e 2008.

## Ligaçães externas
Mamadou Alimou Diallo em National-Football-Teams.com